# Olof Häger
John Olof Häger, född 17 januari 1894 i Mårdaklevs församling, Älvsborgs län, död 9 februari 1971 i Sankt Pauli, Malmö, var en svensk militär.
Häger blev underlöjtnant 1914, löjtnant 1917, kapten 1930 och major 1937 vid Älvsborgs regemente, Häger kom 1938 till Södra skånska infanteriregementet och blev överstelöjtnant där 1940. Han tjänstgjorde från 1942 vid Norra skånska infanteriregementet. Häger befordrades till överste 1944 och var chef för Dalregementet 1944–1951. Åren 1951–1954 var Häger försvarsområdesbefälhavare för Malmö försvarsområde.
I samband med tyskarnas ockupation av Danmark 9 april 1940 var Häger chef för Södra skånska regementets andra bataljon. Häger berättade i svensk television om detta och delar av den berättelsen ingick som inspelat ljud  i Å, vilken härlig fred!: AB Svenska ords beredskapsrevy 1966 med manuskript av Hans Alfredson och Tage Danielsson. Berättelsen finns också med Hans Alfredsons roman Attentatet i Pålsjö skog
Häger var son till folkskolläraren August Häger och Elemina Olsson. Han ingick 1917 äktenskap med Bojan Hansson.  Makarna Häger var svärföräldrar till Bertil Broomé. De är begravna på Sankt Paulis norra kyrkogård i Malmö.

## Utmärkelser (i urval)
- Riddare av Svärdsorden, 1935[3]
- Kommendör av andra klassen av Svärdsoorden, 1948[4]
- Kommendör av första klassen av Svärdsorden, 1951[5]
- Riddare av Vasaorden, 1937[6]
- Haakon VII:s frihetskors
- Riddare av Finlands Vita Ros’ orden